# Латвия на зимних Олимпийских играх 1992
Латвия принимала участие в Зимних Олимпийских играх 1992 года в Альбервиле (Франция), но не завоевала ни одной медали. Флаг на церемонии открытия Игр нёс бобслеист Янис Кипурс, не принявший участия в соревнованиях из-за травмы.

## Результаты соревнований

### Биатлон
Мужчины
| Соревнование         | Спортсмены                                                   | Стрельба | Время     | Место |
| -------------------- | ------------------------------------------------------------ | -------- | --------- | ----- |
| Спринт               | Олег Малюхин                                                 | 0+0      | 27:17,7   | 13    |
| Спринт               | Илмарс Брицис                                                | 0+1      | 28:23,3   | 29    |
| Спринт               | Айварс Богдановс                                             | 0+1      | 28:24,2   | 40    |
| Спринт               | Гундарс Упениекс                                             | 0+1      | 28:32,7   | 44    |
| Индивидуальная гонка | Гундарс Упениекс                                             | 0+0+0+1  | 1:02:01,6 | 35    |
| Индивидуальная гонка | Илмарс Брицис                                                | 0+2+1+2  | 1:04:27,3 | 61    |
| Индивидуальная гонка | Айварс Богдановс                                             | 1+2+0+1  | 1:04:28,5 | 62    |
| Индивидуальная гонка | Олег Малюхин                                                 | 1+1+3+1  | 1:06:10,1 | 69    |
| Эстафета             | Олег Малюхин Айварс Богдановс Илмарс Брицис Гундарс Упениекс | 0+3      | 1:33:31,1 | 16    |

### Бобслей
Мужчины
| Соревнование | Спортсмены                                                  | 1 заезд   | 1 заезд | 2 заезд   | 2 заезд | 3 заезд   | 3 заезд | 4 заезд   | 4 заезд | Итоговый результат | Итоговое место |
| Соревнование | Спортсмены                                                  | Результат | Место   | Результат | Место   | Результат | Место   | Результат | Место   | Итоговый результат | Итоговое место |
| ------------ | ----------------------------------------------------------- | --------- | ------- | --------- | ------- | --------- | ------- | --------- | ------- | ------------------ | -------------- |
| Двойки       | Сандис Прусис Адрис Плуксна                                 | 1:00,92   | 13      | 1:01,40   | 12      | 1:01,56   | 13      | 1:01,74   | 16      | 4:05,62            | 15             |
| Двойки       | Зинтис Экманис Алдис Интлерс                                | 1:00,94   | 14      | 1:01,57   | 15      | 1:01,88   | 18      | 1:01,94   | 18      | 4:06,33            | 16             |
| Четвёрки     | Сандис Прусис Юрис Тоне Иварс Берзупс Адрис Плуксна         | 59,05     | 19      | 59,07     | 16      | 58,72     | 8       | 59,08     | 13      | 3:55,92            | 14             |
| Четвёрки     | Зинтис Экманис Алдис Интлерс Борис Артемьев Отомарс Рихтерс | 59,02     | 12      | 58,99     | 13      | 59,35     | 18      | 59,36     | 16      | 3:56,72            | 16             |

### Лыжные гонки
Мужчины
Дистанционные гонки
| Соревнование                 | Спортсмен     | Результат | Место |
| ---------------------------- | ------------- | --------- | ----- |
| 10 км классическим стилем    | Янис Херманис | 35:49,8   | 88    |
| Гонка преследования 10+15 км | Янис Херманис | 53:12,9   | 78    |
| 30 км классическим стилем    | Янис Херманис | 1:44:43,2 | 77    |
| 50 км свободным стилем       | Янис Херманис | 2:37:24,3 | 66    |

### Санный спорт
Мужчины
| Соревнование | Спортсмены                 | 1 заезд   | 1 заезд | 2 заезд   | 2 заезд | 3 заезд       | 3 заезд       | 4 заезд       | 4 заезд       | Итоговый результат | Итоговое место |
| Соревнование | Спортсмены                 | Результат | Место   | Результат | Место   | Результат     | Место         | Результат     | Место         | Итоговый результат | Итоговое место |
| ------------ | -------------------------- | --------- | ------- | --------- | ------- | ------------- | ------------- | ------------- | ------------- | ------------------ | -------------- |
| Одиночки     | Агрис Элертс               | 45,785    | 12      | 45,906    | 15      | 46,456        | 13            | 46,527        | 16            | 3:04,674           | 13             |
| Двойки       | Айвар Полис Роберт Сухарев | 46,988    | 13      | 46,961    | 11      | Не проводится | Не проводится | Не проводится | Не проводится | 1:33,949           | 11             |

Женщины
| Соревнование | Спортсменки | 1 заезд   | 1 заезд | 2 заезд   | 2 заезд | 3 заезд   | 3 заезд | 4 заезд   | 4 заезд | Итоговый результат | Итоговое место |
| Соревнование | Спортсменки | Результат | Место   | Результат | Место   | Результат | Место   | Результат | Место   | Итоговый результат | Итоговое место |
| ------------ | ----------- | --------- | ------- | --------- | ------- | --------- | ------- | --------- | ------- | ------------------ | -------------- |
| Одиночки     | Анна Орлова | 47,263    | 12      | 47,293    | 13      | 47,161    | 7       | 47,081    | 12      | 3:08,798           | 11             |
| Одиночки     | Эвия Шульце | 47,386    | 15      | 47,326    | 15      | 47,388    | 15      | 47,107    | 13      | 3:09,207           | 14             |
| Одиночки     | Илута Гайле | 47,412    | 16      | 47,192    | 9       | 47,377    | 14      | 47,314    | 17      | 3:09,295           | 15             |

### Фигурное катание
| Соревнование              | Спортсмены        | Короткая программа | Короткая программа | Произвольная программа | Произвольная программа | Всего | Всего |
| Соревнование              | Спортсмены        | Сумма баллов       | Место              | Сумма баллов           | Место                  | Очки  | Место |
| ------------------------- | ----------------- | ------------------ | ------------------ | ---------------------- | ---------------------- | ----- | ----- |
| Мужское одиночное катание | Константин Костин | 84,4               | 18                 | 81,0                   | 22                     | 31,0  | 20    |
| Женское одиночное катание | Альма Лепина      | 83,5               | 22                 | 81,2                   | 20                     | 31,5  | 20    |

### Фристайл
Могул
| Соревнование | Спортсмены         | Квалификация | Квалификация | Квалификация | Финал                | Финал                | Финал                | Итоговое место |
| Соревнование | Спортсмены         | Время        | Очки         | Место        | Время                | Очки                 | Место                | Итоговое место |
| ------------ | ------------------ | ------------ | ------------ | ------------ | -------------------- | -------------------- | -------------------- | -------------- |
| Мужчины      | Нормундс Аплоциньш | 34,76        | 17,03        | 34           | Завершил выступление | Завершил выступление | Завершил выступление | 34             |
| Мужчины      | Данс Янсонс        | 34,98        | 12,03        | 42           | Завершил выступление | Завершил выступление | Завершил выступление | 42             |